# Антоніо Яніґро
Антоніо Яніґро (італ. Antonio Janigro; 21 січня 1918, Мілан, Королівство Італія, нині Італія — 1 травня 1989, там само) — італійський віолончеліст, диригент і педагог.

## Біографія
Займався в Міланській консерваторії, удосконалювався у Дірана Алексаняна в Парижі. З 1934 концертує як соліст і ансамбліст (в тому числі з Карло Цеккі, Паулем Бадура-Скода, Діну Ліпатті), а також як диригент у багатьох країнах. Керував камерними оркестрами, в тому числі «Загребські солісти» і оркестр Міланського радіо. З 1972 — диригент Бєлградського камерного оркестру. У 1939—1954 рр. викладав в Музичній академії в Загребі, з 1965 — професор консерваторії в Дюссельдорфі, з 1975 — Вищої музичної школи в Штутгарті.
У Загребі проводиться щорічний Конкурс імені Антоніо Янігро.